# Ralph Michael Wiltgen
Ralph Michael Wiltgen, född 17 december 1921 i Evanston, Illinois, död 6 december 2007, var en amerikansk romersk-katolsk präst, missionär och författare. Wiltgen är främst känd som författare till en ögonvittnesskildring av Andra Vatikankonciliet, The Rhine flows into the Tiber: A History of Vatican II.